# Temporadas de ciclones do Pacífico Sul de 1900 a 1940
A seguir está uma lista de todos os ciclones tropicais relatados no Oceano Pacífico Sul, a leste de 160°E, de 1900 a 1940.

## Antecedentes
Os antigos polinésios e outros que habitavam o Pacífico tropical antes da chegada dos europeus conheciam e temiam os furacões do Pacífico Sul. Eles eram observadores perspicazes e precisos da natureza e desenvolveram vários mitos e lendas, que refletiam seu conhecimento desses sistemas. Por exemplo, o povo de Mangaia nas Ilhas Cook tinha mais de 30 nomes diferentes para a direção do vento, incluindo Maoaketa, que indicava a existência de uma tempestade ciclônica a oeste da ilha. Durante os anos 1700, o capitão James Cook realizou três viagens no Oceano Pacífico e acredita-se que ele não coletou nenhuma informação ou experimentou nenhum ciclone tropical. Os europeus que seguiram Cook logo perceberam que o Pacífico Sul não estava livre de furacões e foram os primeiros a publicar relatos sobre os sistemas.
Durante 1853, Thomas Dobson tornou-se a primeira pessoa a coletar informações sobre esses sistemas, a fim de tentar entender e explicar as características de 24 ciclones tropicais. No entanto, essas descrições foram consideradas vagas e de pouco valor, porque ele tinha apenas uma pequena quantidade de dados e nenhuma carta sinótica do tempo. Nos 40 anos seguintes, vários relatórios, diários e livros de registro sobre as tempestades foram publicados antes de E Knipping consolidar esses relatórios e estender a lista de Dobson para 120 ciclones tropicais durante 1893. Durante a década de 1920 , Stephen Sargent Visher fez algumas pesquisas sobre ciclones tropicais no Pacífico e visitou várias nações insulares; incluindo Fiji, Japão e Filipinas para obter informações sobre sistemas potenciais. Ele também consultou vários jornais e relatórios, bem como o trabalho de Dobson e Knipping, antes de escrever uma série de artigos sobre ciclones tropicais no Pacífico. Esses documentos continham informações sobre 259 tempestades tropicais no Pacífico Sul entre 160°E e 140°W, duas das quais ocorreram durante 1789 e 1819, enquanto as demais ocorreram entre 1830 e 1923. Visher também tentou estimar quantos sistemas ocorriam anualmente em cada área, mas supercompensou seus registros incompletos e chegou a um número de 12 ciclones tropicais severos por ano. Durante o tempo de Visher e até o início da Segunda Guerra Mundial, não havia informações suficientes disponíveis para permitir uma decepção precisa das trilhas dos ciclones tropicais.

## Sistemas

### 1900 – 09
- 4 de fevereiro de 1900 – Um ciclone tropical atingiu as Ilhas Lau de Fiji.[4]
- fevereiro de 1900 - Um ciclone tropical atingiu as ilhas do sudeste de Fiji, onde causou inundações em Labasa e gerou uma 3.0 m (10 ft) maremoto que atingiu a ilha de Ono.[5] Vários pequenos navios naufragaram, enquanto 1 pessoa se afogou e danos consideráveis foram causados em terra.[5]
- 12 de março de 1900 – Um ciclone tropical atingiu as Ilhas Lau de Fiji.[4]
- 2 de abril - 3, 1900 – Um ciclone tropical atingiu o arquipélago de Vava'u, em Tonga.[6]
- 12 de abril de 1900 – Um ciclone tropical atingiu Tonga.[6]
- 20 de janeiro de 1901 – Um ciclone tropical atingiu Vanuatu e causou cerca de 150 mil francos de danos.[7]
- 27 de janeiro de 1901 – Um ciclone tropical atingiu as Ilhas Lau de Fiji.[4]
- 27 de janeiro de 1901 – Existia um ciclone tropical a leste de Tonga.[6]
- 13 de março - 14, 1901 – Um ciclone tropical atingiu Fiji.[6]
- 2 de abril de 1901 – Um ciclone tropical atingiu as Ilhas Lau de Fiji.[4]
- 22 de dezembro de 1901 – Um ciclone tropical atingiu as Ilhas Society da Polinésia Francesa, onde destruiu grande parte do cais de Papeete.[8]
- 26 de dezembro de 1901 – Um ciclone tropical atingiu a província de Rewa, em Fiji.[4]
- 1901 – Um ciclone tropical atingiu Vanuatu e destruiu a igreja memorial do mártir.[6]
- 30 de dezembro de 1902 – Um ciclone tropical atingiu Fiji.[4]
- 14 de janeiro - 15, 1903 – Um ciclone tropical atingiu as Ilhas Tuamotu da Polinésia Francesa, onde 517 pessoas morreram, 2 escunas foram perdidas e 83 barcos foram demolidos.[8]
- 17 de janeiro de 1903 – Um ciclone tropical atingiu as Ilhas Lau de Fiji.[4]
- 14 de fevereiro de 1903 – Um ciclone tropical atingiu Tonga.[6]
- fevereiro de 1903 – Um ciclone tropical atingiu Samoa e Samoa Americana.[6]
- 03 de março - 6, 1903 – Um ciclone tropical moveu-se para o oeste da ilha de Espiritu Santo em Vanuatu.[3]
- 10 de abril de 1903 – Um ciclone tropical atingiu Fiji.[4]
- 21 a 22 de janeiro de 1904 – Um ciclone tropical afetou Fiji, onde um 1,8 m tempestade foi registrada em Navau.[9][6]
- 21 de fevereiro - 22 de 1904 – Um ciclone tropical atingiu Fiji.[9]
- 6 de janeiro de 1905 – Um ciclone tropical atingiu as Ilhas Lau de Fiji.[4]
- 20 de janeiro de 1905 – Um ciclone tropical atingiu Fiji.[4]
- Janeiro de 1905 – Um ciclone tropical atingiu o sul das Ilhas Cook.[6]
- 23 de março - 26 de 1905 – Um ciclone tropical atingiu a Polinésia Francesa, onde causou 8 mortes e danos graves.[8]
- março de 1905 – Um ciclone tropical atingiu as Ilhas Cook do Norte.[6]
- 6 de fevereiro - 8 de 1906 – Um ciclone tropical atingiu a Polinésia Francesa, bem como as Ilhas Cook do Norte e do Sul, onde causou mais de 150 mortes e danos extensos, antes de se dirigir para as Ilhas Gambier.[8][6]
- 19 a 20 de março de 1906 – Um ciclone tropical atingiu a Nova Caledônia.[6]
- fevereiro de 1907 – Um ciclone tropical causou danos significativos ao barco a vapor francês Frane, ao impactar Vanuatu e a Nova Caledônia.[10]
- 11 de abril de 1907 – Um ciclone tropical foi localizado perto da ilha de Futuna em Vanuatu.[3]
- dezembro de 1907 – Acredita-se que um ciclone tropical tenha impactado as Ilhas Salomão em dezembro de 1907, seguido por uma escassez de alimentos.[11]
- 9 de janeiro de 1908 – Um ciclone tropical foi localizado a leste de Vanua Levu e a sudeste das Ilhas Lau.[4]
- 23 de março de 1908 – Um ciclone tropical atingiu o oeste e o sul de Viti Levu, onde matou duas pessoas.[9]
- 24 de março de 1908 – Um ciclone tropical atingiu Tonga.[6]
- 25 de março de 1909 – Um ciclone tropical atingiu toda Fiji.[4]
- 13 de abril de 1909 – Um ciclone tropical atingiu Tonga, causando alguns danos a coqueiros e plantações.[6]

### Década de 1910
- 22-29 de março de 1910-um ciclone tropical atingiu Fiji, Vanuatu, Nova Caledónia, Ilha Norfolk e Nova Zelândia.[6][4][12]
- 31 de dezembro de 1910-um ciclone tropical existia a leste de Tonga.[3]
- 5 de janeiro de 1911-um ciclone tropical existia perto de Tonga.[3]
- Janeiro de 1911-um ciclone tropical atingiu Vanuatu.[6]
- 22-23 de fevereiro de 1911-um ciclone tropical atingiu a Nova Caledónia.[6]
- 2 de maio de 1911 – um ciclone tropical atingiu Vanuatu.[6]
- 22 de dezembro de 1911-um ciclone tropical passou para o sul de Fiji.[4]
- 28-30 de janeiro de 1912-um ciclone tropical atingiu Fiji e Tonga.[4][9]
- 2 a 9 de fevereiro de 1913-um ciclone tropical atingiu Fiji e Tonga.[4]
- 17-18 de março de 1913-um ciclone tropical existia a sudeste de Fiji, onde impactou Taevuni e Suva.[4]
- 21 de março de 1913 – um ciclone tropical atingiu Fiji.[9]
- 13 de abril de 1913 – um ciclone tropical atingiu a Samoa Americana.[6]
- 16 de abril de 1913-um ciclone tropical foi localizado entre Fiji e Tonga.[3]
- 28 de dezembro de 1913-um ciclone tropical passou para o leste de Tonga.[3]
- 7 de janeiro de 1914 – um ciclone tropical atingiu Tokelau e as Ilhas Cook.[6]
- 13 de março de 1914-o S. S. Ventura encontrou um ciclone tropical dentro das Ilhas Lau de Fiji, a cerca de 445 km (275 milhas) a leste de Suva.[4]
- 25 de março de 1914 – um ciclone tropical atingiu Tonga.[3]
- 24 de dezembro de 1914 – um ciclone tropical atingiu Fiji.[6]
- 1914-um ciclone tropical atinge Kiribati E Tuvalu.[6]
- 13 de janeiro de 1915 – um ciclone tropical atingiu Niue.[6]
- 16-18 de janeiro de 1915-um ciclone tropical atingiu Tonga.[6]
- 18 de janeiro de 1915-um ciclone tropical atingiu as ilhas Samoa.[6]
- 12 de fevereiro de 1915-um ciclone tropical atingiu a Samoa Americana.[6]
- 26 de fevereiro de 1915-um ciclone tropical foi localizado ao sul de Fiji.[4]
- 20 de março de 1915 – um ciclone tropical atingiu Tonga.[6]
- 26-28 de abril de 1915-um ciclone tropical atingiu a Ilha Norfolk.[6]
- 5-9 de janeiro de 1916-um ciclone tropical atingiu Vanuatu e Nova Caledónia.[3]
- 9 de janeiro de 1916-um ciclone tropical passou cerca de 925 km (575 milhas) ao sul de Suva, em Fiji.[4]
- Janeiro de 1916-um ciclone tropical causou danos às plantações de banana e coco nas Ilhas Salomão.[11]
- 10 de fevereiro de 1916-um ciclone tropical foi localizado a oeste da Nova Caledónia.[6]
- 2 de agosto de 1916-um ciclone tropical foi localizado perto da Ilha Norfolk.[6]
- 14-15 de fevereiro de 1917-um ciclone tropical atingiu a Nova Caledónia.[6][12]
- 28-31 de março de 1917-um ciclone tropical atingiu a Nova Caledónia e a Ilha Norfolk.[6]
- 23 de junho de 1917-um ciclone tropical foi localizado perto da Ilha Norfolk.[6]
- 1 a 5 de dezembro de 1917-um ciclone tropical atingiu a Nova Caledónia a oeste.[6]
- 11 de novembro de 1917-um ciclone tropical foi localizado perto da ilha de Tongoa.[3]
- 13-23 de dezembro de 1917-um ciclone tropical atingiu a Austrália, Fiji e Nova Caledónia.[6][4]
- 12-14 de fevereiro de 1918-um ciclone tropical atingiu a Nova Caledónia.[6]
- 1 de março de 1918 – um ciclone tropical atingiu Tonga.[6]
- 16-20 de março de 1918-um ciclone tropical foi localizado perto da Nova Caledónia.[6]
- 18 de março de 1918-um ciclone tropical atingiu a Ilha Norfolk.[6]
- 25-28 de março de 1918-um ciclone tropical foi localizado perto da Nova Caledónia.[6]
- 11 de novembro de 1918 – um ciclone tropical atingiu Vanuatu.[6]
- 12-15 de janeiro de 1919-um ciclone tropical atingiu a Nova Caledónia.[6]
- 25-30 de janeiro de 1919-um ciclone tropical atingiu a Nova Caledónia.[6]
- 29 de janeiro de 1919 – um ciclone tropical passou para o sul de Fiji.[4]
- 9 de fevereiro de 1919-um ciclone tropical moveu-se para sudoeste através do grupo de Ilhas Yasawa de Fiji.[4]
- 10 de fevereiro de 1919-um ciclone tropical atingiu a Nova Caledónia.[6]
- 11 a 14 de fevereiro de 1919-um ciclone tropical impactou a Ilha Norfolk, depois de se afastar da Costa de Queensland.[6]
- 15-19 de março de 1919-um ciclone tropical atingiu a Nova Caledónia.[6]
- 28 de março de 1919 – um ciclone tropical atingiu Fiji.[4]
- 14-19 de abril de 1919-um ciclone tropical atingiu a Nova Caledónia e a Ilha Norfolk.[6]
- 2 de junho de 1919-um ciclone tropical atingiu a Ilha Norfolk.[6]
- 28 de julho de 1919-um ciclone tropical foi localizado entre Queensland e Nova Caledônia.[6]
- 28-30 de outubro de 1919-um ciclone tropical atingiu a Nova Caledónia.[6]
- 29-30 de outubro de 1919-um ciclone tropical atingiu a Ilha Norfolk.[6]
- 29-30 de dezembro de 1919-um ciclone tropical atingiu a Nova Caledónia.[6]

### Década de 1920
- 15 – 18 de janeiro de 1920 – um ciclone tropical atingiu Tonga.[6]
- 18-19 de janeiro de 1920-um ciclone tropical atingiu Niue.[13]
- 24 de janeiro de 1920-um ciclone tropical atingiu a Ilha Norfolk.[6]
- 11 a 14 de fevereiro de 1920-um ciclone tropical atingiu a Nova Caledónia e a Ilha Norfolk.[6]
- 24 de fevereiro de 1920 – um ciclone tropical atingiu Fiji.[4]
- 3-4 de março de 1920-um ciclone tropical deslocou-se para sudeste entre Fiji e Tonga.[4]
- 15-18 de março de 1920-um ciclone tropical atingiu a Nova Caledónia.[6]
- 23-27 de março de 1920-um ciclone tropical atingiu a Ilha Norfolk.[6]
- 13 de janeiro de 1921-um ciclone tropical atingiu a Ilha Norfolk.[6]
- 31 de janeiro de 1921-um ciclone tropical foi localizado ao sul da Nova Caledónia.[6]
- 13 de fevereiro de 1921-um ciclone tropical atingiu Fiji e Nova Caledónia.[13]
- 13 de fevereiro de 1921-um ciclone tropical atingiu as Ilhas Lau de Fiji.[4]
- 20 de agosto de 1921-um ciclone tropical atingiu as ilhas Marquesas da Polinésia Francesa.[6]
- 2-6 de outubro de 1921-um ciclone tropical foi localizado entre Queensland e Nova Caledônia.[6]
- 23 de novembro de 1921-um ciclone tropical foi localizado perto das ilhas de Luganville e do Canal Segond, em Vanuatu.[3]
- 11 de dezembro de 1921-um ciclone tropical atingiu a Nova Caledónia e a Ilha Norfolk.[6]
- 19-24 de janeiro de 1922-um ciclone tropical atingiu a Nova Caledónia e a Ilha Norfolk.[6]
- 3-4 de fevereiro de 1922 – um ciclone tropical foi localizado perto de Vanuatu.[3]
- 25-26 de fevereiro de 1922-um ciclone tropical foi localizado perto de Vanuatu.[3]
- 25 de fevereiro de 1922-um ciclone tropical impactou a Ilha Norfolk enquanto se movia para sul-sudeste da Nova Caledónia.[6]
- Fevereiro de 1922-um ciclone tropical atingiu as ilhas Marquesas da Polinésia Francesa.[6]
- 17-23 de dezembro de 1922-um ciclone tropical atingiu Fiji, Vanuatu, Nova Caledónia e Ilha Norfolk.[6]
- 29 de janeiro de 1923-um ciclone tropical atingiu toda a Fiji.[4]
- 29 de janeiro – 4 de fevereiro de 1923-um ciclone tropical passou sobre a Nova Caledónia, A Ilha Norfolk e a Nova Zelândia.[6]
- 1-5 de fevereiro de 1923-um ciclone tropical foi localizado ao norte das Ilhas Kermadic da Nova Zelândia.[6]
- 10-15 de fevereiro de 1923-um ciclone tropical teve um impacto menor em Fiji, à medida que se movia para o leste a partir da Nova Caledónia.[14]
- 13-16 de fevereiro de 1923-um ciclone tropical atingiu a Nova Caledónia e a Ilha Norfolk.[6]
- 13-16 de fevereiro de 1923-um ciclone tropical atingiu a Ilha Norfolk.[6]
- 14-16 de fevereiro de 1923-um ciclone tropical teve um impacto menor em Fiji, à medida que se movia para sudeste a partir da Nova Caledónia.[14]
- 16-17 de fevereiro de 1923-um ciclone tropical foi localizado perto da Ilha Norfolk.[6]
- 27-28 de fevereiro de 1923-um ciclone tropical foi localizado perto da Ilha Norfolk.[6]
- 6-8 de março de 1923-um ciclone tropical passou para o leste de Apia, em Samoa.[6]
- 15-16 de março de 1923-um ciclone tropical causou graves danos à Ilha Lau de Munia, enquanto se movia pelo Grupo de ilhas Lau de Fiji.[14]
- 16 de março de 1923-um ciclone tropical foi localizado perto de Tonga.[6]
- 5 de abril de 1923-um ciclone tropical foi localizado perto da Ilha Norfolk.[6]
- 29 de abril de 1923-um ciclone tropical foi localizado ao sul das Ilhas Lau de Fiji.[6]
- 27 de novembro de 1923-um ciclone tropical teve um impacto menor em Fiji.[14]
- 28-29 de novembro de 1923-um ciclone tropical foi localizado perto de Tonga.[6]
- 28-29 de novembro de 1923-um ciclone tropical foi localizado perto das Ilhas Samoa.[6]
- 3 de dezembro de 1923-um ciclone tropical mudou-se para o leste de Vanuatu para o nordeste de Fiji.[6]
- 13 de dezembro de 1923-um ciclone tropical teve um impacto menor em Fiji, enquanto estava centrado entre Fiji e Tonga.[14]
- 1923-um ciclone tropical atinge a Ilha Cook, no sul de Palmerston.[6]
- 2 a 4 de março de 1924-um ciclone tropical atingiu a Ilha Norfolk.[6]
- 15-18 de maio de 1924-um ciclone tropical atingiu a Ilha Norfolk.[6]
- 6 a 8 de setembro de 1924-um ciclone tropical atingiu a Ilha Norfolk.[6]
- 24-27 de janeiro de 1925-um ciclone tropical atingiu a Nova Zelândia.[6]
- 12 de agosto de 1925-um ciclone tropical atingiu a Ilha Norfolk.[6]
- 16-21 de dezembro de 1925-um ciclone tropical atingiu Tokelau, Samoa e as Ilhas Cook.[13]
- 17 de dezembro de 1925 – um ciclone tropical atingiu Tuvalu.[6]
- 31 de dezembro de 1925 – 1 de janeiro de 1926 – um ciclone tropical atingiu as ilhas da Sociedade da Polinésia Francesa.[6]
- 1-3 de janeiro de 1926-um ciclone tropical atingiu as ilhas Samoa.[13]
- Janeiro de 1926-um ciclone tropical atingiu a Polinésia Francesa.[1]
- 3 de março de 1926 – um ciclone tropical atingiu Fiji.[6]
- 26 de março – 3 de abril de 1926 – um ciclone tropical atingiu Tokelau, Samoa e as Ilhas Cook.[6]
- 6 de maio de 1926-um ciclone tropical causou pequenos danos às palmeiras nas ilhas Yasawas do Norte, à medida que se movia para sudeste e sudoeste.[14]
- 13 de maio de 1926-um ciclone tropical passou para o oeste da Ilha Norfolk.[6]
- 20 de maio de 1926-um ciclone tropical mudou-se para a Ilha Norfolk a partir da costa de Queeensland, enfraquecendo gradualmente.[6]
- 2 a 3 de junho de 1926-um ciclone tropical se aproximou da Ilha Norfolk a partir da costa de Nova Gales do Sul.[6]
- 10-12 de julho de 1926-um ciclone tropical se desenvolveu a sudeste da Ilha Norfolk.[6]
- 15-19 de dezembro de 1926-um ciclone tropical foi localizado entre Fiji e Samoa.[6]
- 21-24 de janeiro de 1927-um ciclone tropical foi localizado a leste de Suva, em Fiji.[6]
- 10-11 de fevereiro de 1927-um ciclone tropical foi localizado a leste de Suva, em Fiji.[6]
- 24-25 de maio de 1927-um ciclone tropical passou para o sul de Fiji.[6]
- 15-17 de setembro de 1927-um ciclone tropical mudou-se para o sul da Nova Caledónia em direcção à Ilha Norfolk e à costa de Nova Gales do Sul.[6]
- 9 de novembro de 1927-um ciclone tropical mudou-se para o sudoeste de Suva, em Fiji.[6]
- 24-28 de novembro de 1927-um ciclone tropical atingiu Samoa e as Ilhas Cook meridionais.[6]
- 5 de dezembro de 1927 – um ciclone tropical atingiu Kiribati E Tuvalu.[6]
- 27 – 30 de dezembro de 1927 – um ciclone tropical atingiu Vanuatu.[6]
- 27-30 de dezembro de 1927-um ciclone tropical atingiu a Nova Caledónia.[6]
- 4 de fevereiro de 1928 – um ciclone tropical atingiu Tonga.[6]
- Fevereiro de 1928-um ciclone tropical foi localizado perto de Vanuatu.[15]
- 12-20 de março de 1928-um ciclone tropical atingiu Fiji e Tonga.[6]
- 14-15 de junho de 1928-um ciclone tropical se aproximou da Ilha Norfolk a partir da costa de Nova Gales do Sul, enfraquecendo gradualmente.[6]
- 14 de julho de 1928-um ciclone tropical atingiu a Ilha Norfolk.[6]
- 27 a 28 de julho de 1928-um ciclone tropical atingiu a Ilha Norfolk.[6]
- 26 de dezembro de 1928-um ciclone tropical atingiu a Ilha Norfolk.[6]
- 18-22 de janeiro de 1929-um ciclone tropical causou danos moderados A Fiji, com danos relatados a palmeiras e cabanas nas Ilhas Yasawa e no sudoeste de Viti Levu.[9][14]
- 18-19 de fevereiro de 1929-um ciclone tropical causou pequenos danos A Fiji.[14]
- 9 a 10 de abril de 1929-um ciclone tropical atingiu a Ilha Norfolk.[6]
- 13-15 de maio de 1929-um ciclone tropical atingiu a Ilha Norfolk.[6]
- 18 de junho de 1929-um ciclone tropical passou para o sudoeste da Ilha Norfolk depois de se mover para sudeste da Costa de Queensland.[6]
- 29 de junho – 1 de julho de 1929-um ciclone tropical moveu-se para sudeste da Costa de Queensland.[6]
- 29 de julho de 1929-um ciclone tropical foi localizado perto da Ilha Norfolk.[6]
- 25 de agosto de 1929-um ciclone tropical foi localizado perto da Ilha Norfolk.[6]
- 10-13 de setembro de 1929-um ciclone tropical foi localizado perto da Ilha Norfolk.[6]
- 20 de setembro de 1929-um ciclone tropical passou para o sul de Suva, Fiji.[6]
- 22-29 de outubro de 1929-um ciclone tropical foi localizado a leste da Ilha Norfolk.[6]
- 28 de novembro de 1929 – um ciclone tropical atingiu Fiji.[14][13]
- 8 a 13 de dezembro de 1929 – um ciclone tropical causou 20 mortes e danos generalizados, ao impactar Tuvalu, Rotuma e Fiji.[13][14]

### 1930
- 11 de janeiro - 12, 1930 – Um ciclone tropical atingiu as ilhas fijianas de Makongai, Wakaya e Ngau, onde causou danos moderados.[14]
- 22 de fevereiro de 1930 – Um ciclone tropical foi localizado a noroeste de Suva, Fiji, onde chuvas fortes e ventos fortes foram relatados.[6]
- 25 a 26 de março de 1930 – Um ciclone tropical moveu-se para o sul-sudeste para o oeste de Suva, Fiji.[6]
- março de 1930 – Um ciclone tropical atingiu as Ilhas Marquesas da Polinésia Francesa.[6]
- 21 de abril - 22, 1930 – Um ciclone tropical foi localizado perto da Ilha Norfolk.[6]
- 7 de julho - 10 de 1930 – Um ciclone tropical foi localizado perto da Ilha Norfolk.[6]
- 30 de julho de 1930 – Um ciclone tropical foi localizado perto da Ilha Norfolk.[6]
- 22 de novembro - 24, 1930 – Um ciclone tropical afetou Rotuma, Fiji e Tonga.[6] Danos graves a árvores e edifícios foram relatados em Fiji, enquanto três vidas e quatro navios mercantes foram perdidos.[14]
- novembro de 1930 – Um ciclone tropical atingiu Niue.[6]
- 24 de dezembro - 26 de 1930 – Um ciclone tropical afetou Tonga, Niue, Samoa, Samoa Americana e as Ilhas Cook.[6]

### 1931
- 16 de fevereiro – 3 de março de 1931 – Um ciclone tropical afetou Fiji onde pelo menos 225 vidas foram perdidas, resultando no desastre natural mais mortal da história de Fiji.[6][15] A pressão atmosférica mais baixa registrada foi de 958 hPa (mbar; 28,29 inHg). A maioria das mortes foi causada por inundações, com apenas quatro atribuídas à força dos ventos do ciclone. Inundações recordes ocorreram em Viti Levu, causando grandes danos à infraestrutura.[15]
- 7 de abril - 8 de 1931 – Um ciclone tropical moveu-se para o sul-sudeste perto de Suva e Kandavu, onde causou uma morte e um cortador se encheu de água e afundou perto de Solo Light.[14]
- 16 a 17 de junho de 1931 – Um ciclone tropical se desenvolveu no Mar da Tasmânia e se moveu para o leste, ao sul da Ilha Norfolk.[6]

### 1932
- 16 de janeiro - 20 de 1932 – Um ciclone tropical atingiu Fiji e Tonga.[6]
- 24 de janeiro - 26 de 1932 – Um ciclone tropical atingiu Fiji.[6]
- 24 de fevereiro de 1932 – Um ciclone tropical atingiu a Nova Caledônia.[6][12]
- fevereiro de 1932 – Um ciclone tropical foi localizado perto de Vanuatu.
- 11 de março de 1932 – Um ciclone tropical atingiu Tonga.[6]
- 26 de abril - 27, 1932 – Um ciclone tropical atingiu Vanuatu.[6]
- 26 de abril de 1932 – Um ciclone tropical foi localizado perto da Ilha Norfolk.[6]
- 28 de junho - 30 de 1932 – Um ciclone tropical foi localizado perto da Ilha Norfolk.[6]

### 1933
- 1 de janeiro - 4, 1933 – Um ciclone tropical afetou Rotuma e as Ilhas Samoa.[13]
- 22 de fevereiro - 26 de 1933 – Um ciclone tropical passou entre Fiji e Tonga.[6]
- 28 de fevereiro de 1933 – Um ciclone tropical foi localizado ao norte de Fiji.[6]
- 27 de março - 29 de 1933 – Um ciclone tropical foi localizado ao sul e oeste de Fiji.[6]
- 8 de abril - 10 de 1933 – Um ciclone tropical atingiu a Nova Caledônia e a Ilha Norfolk.[6][12]
- abril de 1933 – Um ciclone tropical foi localizado perto de Vanuatu.
- 22 de junho de 1933 – Um ciclone tropical foi localizado perto da Ilha Norfolk.[6]
- 23 de agosto - 26 de 1933 – Um ciclone tropical atingiu as Ilhas Austrais da Polinésia Francesa.[6]
- 9 de setembro - 10 de 1933 – Um ciclone tropical passou ao sul da Ilha Norfolk.[6]

### 1934
- 17 de março - 19 de 1934 – Um ciclone tropical foi localizado perto da Ilha Norfolk.[6]
- 25 de março - 27 de 1934 – Um ciclone tropical atingiu a Nova Caledônia e a Ilha Norfolk.[6]
- 2 de setembro - 4, 1934 – Um ciclone tropical se aproximou da Ilha Norfolk vindo da costa de Nova Gales do Sul.[6]
- 28 de dezembro de 1934 – Um ciclone tropical passou pela Ilha Keppel de Tonga.[6]

### 1935
- 6 de fevereiro - 12, 1935 – Um ciclone tropical atingiu as Ilhas da Sociedade da Polinésia Francesa e as Ilhas Cook do Sul, onde grandes danos foram relatados.[8]
- 8 de março - 12, 1935 – Um ciclone tropical foi localizado perto da Ilha Norfolk.[6]
- 21 de março de 1935 – Um ciclone tropical atingiu Tonga.[6]
- 11 a 12 de julho de 1935 – Um ciclone tropical passou cerca de 480 km ao sul de Fiji e moveu-se para o sul-sudeste em direção a Tonga, onde ventos fortes foram relatados em Nuku'alofa.[6]
- 10 de dezembro de 1935 – Um ciclone tropical atingiu as ilhas de Santa Cruz, onde removeu a maior parte da vegetação da ilha de Utupia.[11]
- 16 de dezembro - 17, 1935 – Um ciclone tropical foi localizado a noroeste da Ilha Norfolk.[6]
- dezembro de 1935 – Um ciclone tropical atingiu Vanuatu.[6][16]

### 1936
- janeiro de 1936 – Um ciclone tropical atingiu a ilha de Malekula.[16]
- janeiro de 1936 – Um ciclone tropical foi localizado perto de Vanuatu.
- 14 de janeiro - 19, 1936 – Um ciclone tropical afetou Tokelau, Samoa, Fiji e Tonga.[6]
- 25 de janeiro - 30 de 1936 – Um ciclone tropical atingiu Vanuatu.[6]
- 2 de fevereiro - 6, 1936 – Um ciclone tropical atingiu Tonga.[6]
- 14 de fevereiro - 15 de 1936 – Um ciclone tropical se desenvolveu perto de Udu Point em Fiji e se moveu para o sul através das Ilhas Lau, onde causou danos menores.[14]
- 25 de março de 1936 – Um ciclone tropical saiu da costa de Queensland e passou pela Ilha Norfolk, antes de atingir a Nova Zelândia.[6]
- 14 a 16 de abril de 1936 – Um ciclone tropical foi localizado a noroeste da Ilha Norfolk.[6]
- 26 de maio de 1936 – Um ciclone tropical foi localizado perto da Ilha Norfolk.[6]
- 24 de agosto - 25 de 1936 – Um ciclone tropical foi localizado perto de Fiji e Tonga.[6]
- 3 de novembro de 1936 – Um ciclone tropical foi localizado a leste da Ilha Norfolk.[6]
- 23 de novembro de 1936 – Um ciclone tropical foi localizado ao sul da Ilha Norfolk.[6]
- 29 de dezembro - 30 de 1936 – Um ciclone tropical foi localizado ao norte-noroeste da Ilha Norfolk.[6]
- 1936 – Um ciclone tropical atingiu a Ilha Palmerston nas Ilhas Cook do Sul, o que fez com que o Capitão J Benton transferisse 12 pessoas para a ilha de Manihiki.[6]

### 1937
- 13 de janeiro - 14, 1937 – Um ciclone tropical foi localizado perto da Ilha Norfolk.[6]
- 21 a 26 de janeiro de 1937 – Um ciclone tropical atingiu as ilhas de Santa Cruz e Vanuatu, onde pelo menos seis mortes foram relatadas, enquanto.[11][6]
- 28 de janeiro - 29 de 1937 – Um ciclone tropical moveu-se para sudeste sobre a Ilha Norfolk.[6]
- 8 de fevereiro de 1937 – Um ciclone tropical se desenvolveu a nordeste de Vanuatu.[6]
- 21 de fevereiro - 23, 1937 – Um ciclone tropical atingiu Tonga, onde se tornou o pior ciclone tropical a atingir as ilhas em 22 anos.[6]
- 25 de fevereiro - 27, 1937 – Um ciclone tropical atingiu as Ilhas Cook do Sul e as Ilhas Austrais.[8]
- 25 de março - 26 de 1937 – Um ciclone tropical moveu-se para o sul da Nova Caledônia e passou perto da Ilha Norfolk.[6]
- 21 de junho - 25 de 1937 – Um ciclone tropical foi localizado perto da Ilha Norfolk.[6]
- 29 de agosto - 30 de 1937 – Um ciclone tropical passou a nordeste da Ilha Norfolk.[6]
- 15 de outubro - 16, 1937 – Um ciclone tropical foi localizado perto da Ilha Norfolk.[6]
- 27 de dezembro de 1937 – 2 de janeiro de 1938 - Um ciclone tropical saiu da Nova Caledônia e passou pela Ilha Norfolk, antes de se dissipar no Mar da Tasmânia em 2 de janeiro de 1938.[6]

### 1938
- 21 de fevereiro - 28 de 1938 – Durante 21 de fevereiro, um ciclone tropical desenvolvido cerca de 320 km a oeste de Lautoka, Fiji. Nos dias seguintes, o sistema moveu-se para o sul e causou fortes chuvas, inundações e ventos fortes sobre a nação insular entre 25 e 28 de fevereiro.[6][14]
- 1 de Abril - 14, 1938 – Um ciclone tropical foi localizado entre a costa de Queensland e a Ilha Norfolk.[6]
- 18 de maio - 19 de 1938 – Um ciclone tropical foi recurvado perto da Ilha Norfolk.[6]
- 4 de junho de 1938 – Um ciclone tropical foi localizado perto da Ilha Norfolk.[6]
- 24 a 28 de julho de 1938 – Um ciclone tropical foi localizado sobre o Mar da Tasmânia, ao sul da Ilha Norfolk.[6]
- 21 de dezembro - 22 de 1938 – Um ciclone tropical atingiu Viti Levu, onde causou alguns danos menores causados pelo vento e as estradas principais foram bloqueadas por deslizamentos de terra.[14]
- 1938 – Um ciclone tropical atingiu as ilhas de Santa Cruz, onde removeu a maior parte da vegetação da ilha de Utupia.[11]

### 1939
- 15 de janeiro - 21 de 1939 – Um ciclone tropical atingiu Fiji e Tonga, onde causou graves danos a árvores, edifícios, estradas e pontes.[14][6]
- 30 de janeiro de 1939 – Um ciclone tropical enfraquecendo mudou-se do sul de Queensland para o norte da Nova Zelândia.[6]
- janeiro de 1939 – Um ciclone tropical atingiu as Ilhas Samoa.[6]
- 16 de março de 1939 – Um ciclone tropical atingiu a ilha fijiana de Viti Levu.[6]
- 25 de março - 26 de 1939 – Um ciclone tropical atingiu a Nova Caledônia.[6][12]
- 27 de março de 1939 – Um ciclone tropical a nordeste da costa de Nova Gales do Sul e moveu-se perto da Ilha Norfolk.[6]
- 3 de abril - 6 de 1939 – Um ciclone tropical atingiu Rotuma e partes ocidentais da nação insular, onde teve um impacto menor e causou ventos fortes sobre a nação insular.[9][14]
- 25 de dezembro - 29 de 1939 – Em 25 de dezembro, um ciclone tropical se desenvolveu perto das ilhas de Santa Cruz e se moveu para sudeste em direção a Fiji nos dias seguintes.[17] O sistema posteriormente atingiu a costa de Viti Levu em 28 de dezembro, antes de passar bem ao sul de Nukuʻalofa, Tonga no dia seguinte.[17][6] O sistema causou danos menores às Ilhas Fiji, enquanto uma pressão mínima de 992 hPa (29.3 inHg) e rajadas de vento de 110 km/h (65 mph) foram relatados em Suva.[1]
- 26 de dezembro de 1939 – Um ciclone tropical atingiu as Ilhas Samoa.[13]

### Década de 1910
- Temporadas de furacões no Atlântico: 1910, 1911, 1912, 1913, 1914, 1915, 1916, 1917, 1918, 1919
- Temporadas de furacões no Pacífico Leste: 1910, 1911, 1912, 1913, 1914, 1915, 1916, 1917, 1918, 1919
- Temporadas de tufões no Pacífico Ocidental: 1910, 1911, 1912, 1913, 1914, 1915, 1916, 1917, 1918, 1919
- Temporadas de ciclones no Oceano Índico do Norte: 1910, 1911, 1912, 1913, 1914, 1915, 1916, 1917, 1918, 1919

### Década de 1920
- Temporadas de furacões no Atlântico: 1920, 1921, 1922, 1923, 1924, 1925, 1926, 1927, 1928, 1929
- Temporadas de furacões no Pacífico Leste: 1920, 1921, 1922, 1923, 1924, 1925, 1926, 1927, 1928, 1929
- Temporadas de tufões no Pacífico Ocidental: 1920, 1921, 1922, 1923, 1924, 1925, 1926, 1927, 1928, 1929
- Temporadas de ciclones no Oceano Índico do Norte: 1920, 1921, 1922, 1923, 1924, 1925, 1926, 1927, 1928, 1929

## Década de 1930
- Temporadas de furacões no Atlântico: 1930, 1931, 1932, 1933, 1934, 1935, 1936, 1937, 1938, 1939
- Temporadas de furacões no Pacífico Leste: 1930, 1931, 1932, 1933, 1934, 1935, 1936, 1937, 1938, 1939
- Temporadas de tufões no Pacífico Ocidental: 1930, 1931, 1932, 1933, 1934, 1935, 1936, 1937, 1938, 1939
- Temporadas de ciclones no Oceano Índico do Norte: 1930, 1931, 1932, 1933, 1934, 1935, 1936, 1937, 1938, 1939

### Década de 1940
- Temporadas de furacões no Atlântico: 1940, 1941, 1942, 1943, 1944, 1945, 1946, 1947, 1948, 1949
- Temporadas de furacões no Pacífico Leste: 1940, 1941, 1942, 1943, 1944, 1945, 1946, 1947, 1948, 1949
- Temporadas de tufões no Pacífico Ocidental: 1940, 1941, 1942, 1943, 1944, 1945, 1946, 1947, 1948, 1949
- Temporadas de ciclones no Oceano Índico do Norte: 1940, 1941, 1942, 1943, 1944, 1945, 1946, 1947, 1948, 1949